# IU Близнецов
IU Близнецов (лат. IU Geminorum) — одиночная переменная звезда в созвездии Близнецов на расстоянии (вычисленном из значения параллакса) приблизительно 5 786 световых лет (около 1 774 парсек) от Солнца. Видимая звёздная величина звезды — от +14,5m до +12m.

## Характеристики
IU Близнецов — красная пульсирующая полуправильная переменная звезда (SR:) спектрального класса M7, или M8e. Эффективная температура — около 3288 К.